# Mathilde Alanic
Mathilde Alanic, née le 10 novembre 1864 à Angers (Maine-et-Loire) et morte le 20 octobre 1948  dans la même ville, est une femme de lettres et conférencière française. Elle est décrite en son temps comme le « romancier de la famille » et met en avant dans ses œuvres à la fois le territoire angevin et la sensibilité féminine de son époque. Nombre de ses romans seront ensuite des feuilletons dans différents quotidiens régionaux.

## Biographie
Mathilde Alanic naît le 10 novembre 1864 à Angers (Maine-et-Loire). Son père est un entrepreneur, peintre en bâtiment breton du faubourg Bressigny. Elle est élève d'Henri Bergson à l’école supérieure des lettres d’Angers.
Elle écrit ses premiers textes à l'âge de 11 ans, puis des nouvelles sous le pseudonyme de Miranda dans la Revue de l'Anjou et des revues parisiennes, ce qui lui permet de se faire remarquer. Son premier roman, Le Maître du Moulin Blanc, est publié dans La Petite Illustration de 1898. Elle enchaîne alors une trentaine de romans principalement sentimentaux, mais écrit aussi de nombreuses nouvelles comme Marianik en 1899.
Avec sa série des Nicole, elle commence en 1901 notamment dans Les Annales politiques et littéraires, l'histoire de la jeune fille dans Ma cousine Nicole, qui vieillit jusqu'en 1939 avec Nicole et les temps nouveaux après avoir été mariée (1920), maman (1921) et grand’mère (1929).
Ses ouvrages sont appréciés en dehors des frontières françaises, surtout en Belgique et en Suisse. On peut aussi mentionner le fait que ses textes sont présentés comme « lecture classique » en Angleterre et en Allemagne, dans les établissements scolaires.

## Récompenses et postérité
En 1903, Mathilde Alanic reçoit le prix Montyon de l'Académie française pour son ouvrage Ma Cousine Nicole ainsi qu'en 1929 pour Le mariage de Hoche. Elle est également faite officier d'académie en 1904.
Elle reçoit le prix Balzac de la Société des Gens de lettres en 1907 puis est nommée officier de l'Instruction Publique en 1910.
En 1913, elle obtient le prix Jules-Favre de l'Académie française pour son ouvrage La Petite Miette.
Elle reçoit en 1920 le prix Sobrier-Arnould décerné également par l’Académie française pour Les roses refleurissent ainsi que le prix Baratin par la Société des Gens de lettres.
Le 3 février 1929, elle est promue Chevalier de la Légion d'honneur sur le rapport du ministre de l'Instruction publique et des Beaux-Arts, pour ses 35 ans de carrière littéraire.
Mathilde Alanic reçoit également en 1932 le prix Maria-Star de la Société des Gens de lettres pour l'ensemble de son œuvre.
En 1936, elle intègre l'Académie féminine des Lettres, présidée par Denise Leblonc-Zola, fille d'Emile Zola.
Elle est également membre de la Société des Gens de lettres et de la Société des Lettres, Sciences et Arts du Saumurois au moins de 1930 jusqu'à son décès.
Une rue d'Angers et de Saint-Sylvain-d'Anjou portent son nom.

## Bibliographie (partielle)

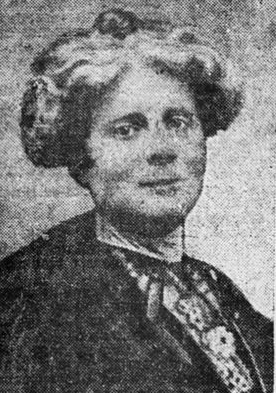
Mathilde Alanic, en 1929 dans l'Ouest-Eclair